# 알렉스 크로스
《알렉스 크로스》(영어: Alex Cross)는 2012년 공개된 미국의 범죄 스릴러 영화이다.

## 줄거리
도시 개발을 앞두고 있는 대기업의 임원진이 연쇄 살인으로 죽어간다. 사건 현장에 남겨진 유일한 단서는 피카소풍의 그림뿐!
디트로이트 최고의 프로파일러 형사팀은 의문의 연쇄살인범을 쫓기 시작한다. 그 와중에 리더 앨릭스 크로스 박사의 아내 역시 연쇄살인범의 희생양으로 지목되고, 팀원 모니카마저 납치되는 위험에 처하게 되는데…

## 출연
- 타일러 페리 - 앨릭스 크로스 박사/형사 역
- 에드워드 번스 - 토미 케인 형사 역
- 매슈 폭스 - "슬라이고의 도살자" / 피카소 역
- 장 레노 - 자일스 머시에이(질 메르시에) 역
- 카먼 이조고 - 마리아 크로스 역
- 시슬리 타이슨 - 리지나 크로스 역
- 레이철 니컬스 - 모니카 애시 형사 역
- 존 C. 맥긴리 - 리처드 브룩웰 서장 역
- 베르너 덴 - 에릭 누너마커(에리히 누네마허) 역
- 야라 샤히디 - 저넬 크로스 역
- 스테퍼니 제이컵슨 - 판 야우 리 역
- 잔카를로 에스포시토 - 대러머스 홀리데이 역

## 시청 등급
- 대한민국: 청소년관람불가